# Debian GNU/Hurd
Debian GNU/Hurd è una distribuzione del progetto Debian che unisce il sistema operativo GNU al kernel GNU Hurd. È disponibile solamente su architettura i386. La versione Debian GNU/Hurd 2015, pubblicata il 25 aprile 2015 e che supportava oltre l'80% dei pacchetti disponibili su Debian GNU/Linux.

## Caratteristiche
Essendo basata su GNU Hurd questa particolare versione di Debian eredita i vantaggi di flessibilità e stabilità dei sistemi basati su microkernel. In linea teorica, infatti, è possibile modificare il kernel del sistema senza ricompilarlo nella sua interezza, ad esempio per provare nuove funzionalità in sviluppo o eventuali miglioramenti.
Nonostante i vantaggi teorici, GNU/Hurd non risulta ancora sufficientemente stabile da garantire l'affidabilità che può vantare la versione di Debian basata su Linux.

## Storia
Lo sviluppo di Debian GNU/Hurd è iniziato nel 1999 e i passi principali dei primi anni sono stati i seguenti:
- 5 luglio 1999: inizio dello sviluppo
- 27 luglio 1999: implementazione dei pacchetti fondamentali del sistema.
- 30 dicembre 2004: aggiornamento dei driver relativi alle schede di rete e supporto a filesystem superiori a 2 GB.
- 19 ottobre 2009: rilascio della versione L1. Grazie all'intenso lavoro di porting dei pacchetti, con questa versione viene raggiunto il supporto in Hurd del 66% dei pacchetti Debian.[3]
- 11 giugno 2011: risoluzione dei bug relativi all'installer di Debian, seppur GNOME e KDE non risultino ancora installabili.

Arrivati al 2013 viene distribuita una nuova versione ufficiale chiamata Debian GNU/Hurd 2013. Gli sviluppatori ritengono di essere arrivati, nonostante i limitati mezzi e la scarsità di sviluppatori, ad un livello di stabilità ragionevole. Affermano inoltre che la percentuale dei pacchetti Debian utilizzabili sia salita al 75%.
Il 25 aprile 2015 è stata distribuita una nuova versione di Debian GNU/Hurd basata su Debian 8.0 con GNU Hurd 0.6 e GNU Mach 1.5, importanti aggiornamenti di Iceweasel 31 ESR, XFCE4 4.10, X.org 7.7 e Emacs 24.4 e un supporto di dei pacchetti Debian su Hurd che supera l'80%.
Lo sviluppo del sistema operativo si protrae da quasi vent'anni ma non è stata ancora distribuita una versione ufficiale considerabile stabile per sistemi di produzione.